# Liste des premiers ministres des Territoires du Nord-Ouest
Le premier ministre des Territoires du Nord-Ouest est le chef du gouvernement des Territoires du Nord-Ouest, territoire fédéral du Canada. Tout au long de son histoire, le territoire est gouverné par des gouvernements élus localement, des administrateurs nommés par le gouvernement du Canada ou encore une combinaison des deux. 
Les terres correspondant au territoire sont gouvernées par le lieutenant-gouverneur du Manitoba de 1869 à 1876, année où un poste de lieutenant-gouverneur dédié aux Territoires du Nord-Ouest est créé. Par la suite, et ce, jusqu'en 1980, diverses fonctions aux dénominations variées ont constitué le plus haut rang décisionnel des Territoires. Bien que ce titre ait été utilisé brièvement entre 1897 et 1905, le titre de premier ministre des Territoires du Nord-Ouest s'impose durablement en 1980. 
Le premier ministre ténois est élu parmi et par les membres de l'Assemblée législative dans le cadre d'un gouvernement de consensus.  
| Image                                               | Rang        | Nom                            | Mandat        | Durée du mandat            |
| Lieutenant-gouverneur du Manitoba                   |             |                                |               |                            |
|                                                     | —           | William McDougall              | 1869-1870     | -                          |
|                                                     | —           | Adams George Archibald         | 1870-1872     | -                          |
|                                                     | —           | Alexander Morris               | 1872          | 1 mois et 25 jours         |
|                                                     | —           | Joseph Édouard Cauchon         | 1872-1876     | 3 ans, 11 mois et 20 jours |
| Lieutenant-gouverneur des Territoires du Nord-Ouest |             |                                |               |                            |
|                                                     | —           | David Laird                    | 1876-1881     | -                          |
|                                                     | —           | Edgar Dewdney                  | 1881-1888     | -                          |
| Président du conseil du lieutenant-gouverneur       |             |                                |               |                            |
|                                                     | —           | Robert Brett                   | 1888-1891     | 3 ans, 4 mois et 8 jours   |
| Président du conseil exécutif                       |             |                                |               |                            |
|                                                     | —           | Frederick W. A. G. Haultain    | 1891-1897     | -                          |
| Premier ministre                                    |             |                                |               |                            |
|                                                     | 1er         | Frederick W. A. G. Haultain    | 1897-1905     | 7 ans, 10 mois et 24 jours |
| Commissaire en gouvernement                         |             |                                |               |                            |
|                                                     | —           | Frederick D. White             | 1905-1919     | 13 ans, 10 mois et 3 jours |
|                                                     | —           | William Wallace Cory           | 1919-1931     | 11 ans, 7 mois et 21 jours |
|                                                     | —           | Hugh H. Rowatt                 | 1931-1936     | -                          |
|                                                     | —           | Dr. Charles Camsell            | 1936-1946     | 9 ans et 11 mois           |
|                                                     | —           | Dr. Hugh Llewellyn Keenleyside | 1947-1950     | 3 ans, 8 mois et 1 jour    |
|                                                     | —           | Hugh Andrew Young              | 1950-1953     | 3 ans et 1 jour            |
|                                                     | —           | Robert Gordon Robertson        | 1953-1963     | 9 ans, 7 mois et 27 jours  |
|                                                     | —           | Bent Gestur Sivertz            | 1963-1967     | 3 ans, 6 mois et 4 jours   |
|                                                     | —           | Stuart Milton Hodgson          | 1967-1979     | 12 ans, 1 mois et 4 jours  |
|                                                     | —           | John Havelock Parker           | 1979-1980     | 10 ans, 3 mois et 16 jours |
| Premier ministre                                    |             |                                |               |                            |
|                                                     | 2e          | George Braden                  | 1980-1984     | 3 ans, 6 mois et 27 jours  |
|                                                     | 3e          | Richard Nerysoo                | 1984-1985     | 1 an, 9 mois et 24 jours   |
|                                                     | 4e          | Nick Sibbeston                 | 1985-1987     | 2 ans et 7 jours           |
|                                                     | 5e          | Dennis Patterson               | 1987-1991     | 4 ans et 2 jours           |
|                                                     | 6e          | Nellie Cournoyea               | 1991-1995     | 4 ans et 8 jours           |
|                                                     | 7e          | Don Morin                      | 1995-1998     | 3 ans et 4 jours           |
|                                                     | Intérimaire | Goo Arlooktoo                  | 1998          | 14 jours                   |
|                                                     | 8e          | Jim Antoine                    | 1998-2000     | 1 an, 1 mois et 7 jours    |
|                                                     | 9e          | Stephen Kakfwi                 | 2000-2003     | 3 ans, 10 mois et 23 jours |
|                                                     | 10e         | Joe Handley                    | 2003-2007     | 3 ans, 10 mois et 8 jours  |
|                                                     | 11e         | Floyd Roland                   | 2007-2011     | 4 ans et 8 jours           |
|                                                     | 12e         | Bob McLeod                     | 2011-2019     | 7 ans, 11 mois et 28 jours |
|                                                     | 13e         | Caroline Cochrane              | 2019-2023     | 4 ans, 1 mois et 14 jours  |
|                                                     | 14e         | R. J. Simpson                  | 2023-en cours | 1 an, 3 mois et 6 jours    |

## Anciens premiers ministres encore vivants
Depuis décembre 2023, douze anciens premiers ministres ténois étaient encore en vie, la plus âgée étant Nellie Cournoyea (1991-1995, née en 1940). Le dernier premier ministre à mourir est Goo Arlooktoo (1998) le 30 avril 2002. 
| Nom               | Terme     | Date de naissance |
| ----------------- | --------- | ----------------- |
| George Braden     | 1980–1984 | 4 novembre 1949   |
| Richard Nerysoo   | 1984–1985 | 1953              |
| Nick Sibbeston    | 1985–1987 | 21 novembre 1943  |
| Dennis Patterson  | 1987–1991 | 30 décembre 1948  |
| Nellie Cournoyea  | 1991–1995 | 4 mars 1940       |
| Don Morin         | 1995–1998 | 1954              |
| Jim Antoine       | 1998–2000 | 1948 ou 1949      |
| Stephen Kakfwi    | 2000–2003 | 7 novembre 1950   |
| Joe Handley       | 2003–2007 | 9 août 1943       |
| Floyd Roland      | 2007–2011 | 23 novembre 1961  |
| Bob McLeod        | 2011–2019 | 1952              |
| Caroline Cochrane | 2019–2023 | 5 décembre 1960   |